# 尤里·安德罗波夫

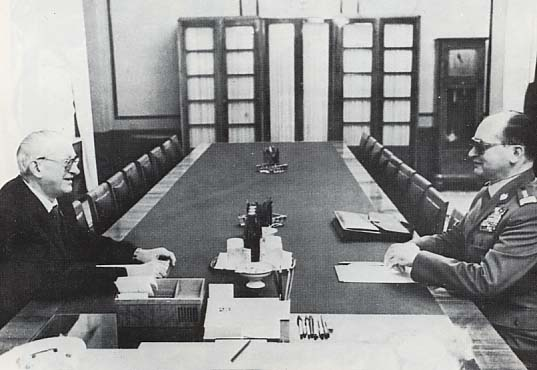
尤里·安德罗波夫與沃依切赫·雅鲁泽尔斯基

尤里·弗拉基米罗维奇·安德罗波夫（俄語：Ю́рий Влади́мирович Андро́пов，羅馬化：Yury Vladimirovich Andropov，發音：[ˈjʉrʲɪj vlɐˈdʲimʲɪrəvʲɪtɕ ɐnˈdropəf]；1914年6月15日—1984年2月9日），苏联最高领导人，1982至1984年间担任苏联共产党中央委员会总书记、苏联最高苏维埃主席团主席、苏联国防会议主席。
1954年至1957年，安德羅波夫擔任蘇聯駐匈牙利大使，他參與了平定1956年匈牙利革命的活動。1967年5月10日，他被任命為克格勃主席。在他的監督下，大規模壓制異議的行動展開，主要是通過大規模逮捕以及大規模對“在社會上不受歡迎”的人實施非自願精神病治療來進行。勃列日涅夫在其領導的最後幾年健康狀況下降，安德羅波夫與外交部長安德烈·葛罗米柯和國防部長德米特里·烏斯季諾夫开始組成三駕馬車，最終主導了蘇聯政策。
勃列日涅夫於1982年11月10日逝世後，安德羅波夫接任蘇共中央總書記一職，成為蘇聯最高領導人。任職期間，他致力於消除國內的腐敗和低效，他將玩忽职守定為職場刑事犯罪，並對長期違反黨紀的官員展開調查。在安德羅波夫的領導下，冷戰愈演愈烈，他的政權也無法妥善處理蘇聯經濟日益嚴重的危機。他的長期影響是使新一代年輕的改革者脫穎而出，包括葉戈爾·利加喬夫，尼古拉·雷日科夫以及最重要的米哈伊爾·戈爾巴喬夫。
在1983年2月患上腎衰竭之後，安德羅波夫的健康開始迅速惡化。1984年2月9日，他在領導該國僅15個月後去世，由康斯坦丁·契尔年科接任总书记职务。

## 概述

### 生平简介
- 1914年6月15日，安德罗波夫出生在俄罗斯帝国斯塔夫罗波尔州的一个铁路职工家庭。
- 1930年至1936年，安德罗波夫先后做过工人、電報通信员、电影放映员和水手等工作。
- 1936年，在水运专科学校毕业后在雷宾斯克一家造船厂工作，任工厂苏联共青团组织委员。
- 1937年，升任苏联共青团雅罗斯拉夫尔州委书记，第二年任该州团委第一书记。
- 1939年，加入苏联共产党。
- 1940年，当选为卡累利阿-芬兰苏维埃社会主义共和国团中央第一书记。苏德战争初期，安德罗波夫参加了卡累利阿游击队。
- 1944年，苏联红军收复彼得罗扎沃茨克市之后，他被任命为该市苏共党委第二书记并在市里的一所高等学校进修学习。
- 1947年，安德罗波夫当选为卡累利阿-芬兰苏维埃社会主义共和国党中央第二书记。
- 1950年-1951年，任第三届苏联最高苏维埃代表。
- 1951年至1953年，调往莫斯科中央机关工作，在苏共中央对外联络部任检查员和苏共中央第一处处长，同时在莫斯科高级党校进修学习。
- 1953年至1957年，调任苏联外交部第四欧洲司，工作范围为波兰和捷克斯洛伐克相关事务，后任苏联驻匈牙利公使衔参赞。
- 1954年，任苏联驻匈牙利特命全权大使。
- 1956年，积极参与了匈牙利事件的解决。
- 1957年，被调回莫斯科任苏共中央社会主义国家共产党工人党联络部部长，主管其他社会主义国家相关事务，曾多次作为苏共中央第一书记赫鲁晓夫的随员出访东欧国家和参加东欧各共产党的代表大会。赫鲁晓夫下台后，又多次作为苏共中央总书记勃列日涅夫的随员出访和参加东欧各国共产党的代表大会。
- 1961年10月，自苏共二十二大起连续当选为苏共中央委员。
- 1962年至1967年，任苏共中央书记处书记。
- 1962年3月，连续当选为第六至十届苏联最高苏维埃代表。
- 1967年，安德罗波夫被免去苏共中央书记职务，接替谢米恰斯内任苏联国家安全委员会（克格勃）主席，兼任苏共中央政治局候补委员。
- 1968年，布拉格之春。据在美国政府的特工奥列格·卡卢金的说法，当时KGB“蓄意营造了全国的（对北约进攻）的恐慌”，当时他在华府获得了“绝对可靠的证据”证明无论CIA还是哪个情报机构都不曾操纵捷克的改革运动，而安德罗波夫却销毁了证据。[1]
- 1973年4月，升为苏共中央政治局委员。
- 1976年，获大将军衔。
- 1982年5月，重新当选为苏共中央书记处书记。
- 1982年11月，接任苏共中央总书记。
- 1984年2月9日，安德罗波夫因长期肾病而病逝，终年69岁。

### 执政时期
在国内问题上，安德罗波夫主张重回集体领导，强调“加强社会主义法制”和“有条不紊的国家机器”，要将苏联建成“有高度组织性的社会”，对损害国家安全利益的事情“采取不妥协的态度”，並发起了反对贪污腐化和低效率的运动，打击贪污受贿（处理了17名高级官员和31名第一书记），並整顿社会秩序。
经济方面进行体制改革试验，下放给工厂管理人员更多权力，放松中央经济机构的管制，努力提高质量、提高效率。
对外政策方面继续执行勃列日涅夫的基本政策，但更谨慎克制，不主动挑起对外事端，并且决定重新看待阿富汗战争。但此时苏联与美国的关系仍然恶化，尤其是1983年苏联击落韩国飞机等事件的影响，美国認定苏联为“邪恶帝国”。
在对其他社会主义国家的国际关系和发展中国家向社会主义过渡问题上提出了新的观点：
由于各国具体条件和起点不同，各国建设社会主义的道路和方式不可能“千篇一律”，而是“多样的”；各国都有“自己独特的创造”，不能“互相模仿”。“一体化的需求”同各国的利益之间“会产生矛盾”。认为过去把社会主义国家看成整齐划一，处处一致是错误的。
这些观点，與勃列日涅夫强调各国必须遵循“共同规律”和其他社会主义国家主权有限论相比，是个重大变化。
在其执政时期中，苏中关系也开始破冰，由原来的对抗转为缓和。（详见“中苏关系”段落）

## 晚年与逝世
1983年2月，安德罗波夫确诊患有肾衰竭，开始需要进行定期洗肾，同年8月，他在莫斯科西部的中央临床医院留医，1984年1月下旬，安德罗波夫的健康状况急剧恶化，由于血液的毒性不断增加，使他的意识不足及不能工作，同年2月9日下午，安德罗波夫病逝，终年69岁，死后的验尸报告显示，他患有间质性肾炎、肾硬化、高血压、糖尿病以及慢性肾功能不全，国葬于1984年2月14日举行，埋葬于克里姆林宫红场墓园。

### 中苏关系
在中苏关系方面，安德罗波夫任苏共中央总书记期间主张“改善苏中关系”，“恢复苏中两国人民的友谊”，继承了勃列日涅夫去世前提出的要实现两国关系正常化的方针，但因安德罗波夫执政时间短暂，没有实质性进展，没有消除邓小平所说的“中苏关系正常化的障碍”。安德罗波夫曾作为随员先后四次造访中国：1959年作为赫鲁晓夫的随员访华，1963年率苏联最高苏维埃代表团访问越南路过北京，1965年作为部长会议主席柯西金的随员访问越南路过北京，1963年7月和1964年11月参加中苏两党会谈。

## 评价
安德罗波夫是苏联历史上第一位在苏联情报领域的领导人升任苏共和苏联最高领导人，在勃列日涅夫时代安德罗波夫被称作“一个现代的有专业知识的、机智灵活的干部”，在苏共官员中是一个有教养的、具有学者风度的形象。他在任克格勃主席十五年中，强化了克格勃组织，建立了一个较稳固的权力基础。他倾向于反对个人崇拜，尽量避开礼仪性活动。
安德罗波夫任苏共中央总书记短暂的一年零三个月期间，进行了大胆的改革尝试，大幅度地调整人事、肅貪反腐（其铲除的官员数量甚至超过戈尔巴乔夫时期），推动了国民经济的发展和民众福利，有效地整顿了劳动纪律，进行了完善经济体制的试验，获得了群众的支持。他的改革思路被認為跟中国邓小平的相当类似。随着他的去世，到1985年他信任的新人戈尔巴乔夫上台，但却没有改善苏联计划经济体制的弊病，反而由于政治改革导致了苏联解体等一系列事件，苏联再也不是超级大国，俄罗斯也没有恢复往日的大国地位。
有俄国历史学家认为，安德罗波夫在匈牙利事件后拥有了匈牙利“情结”，坚决反对任何形式的群体性事件，坚持体制内的改革，因此镇压了匈牙利事件和布拉格之春，甚至不惜让克格勃故意营造匈牙利和捷克斯洛伐克“反共”的立场。

## 著作
- 《苏联60年》1982年12月
- 《安德罗波夫言论选集》1942-1983，中文版1984年世界知识出版社

## 个人兴趣
安德罗波夫兴趣广泛，从爵士乐到美国小说都有興趣。他英语流利，喜欢看原版英文小说，还擅长写情诗。他记性驚人，過目不忘，能几乎一字不漏地复述刚看完的百页文字。

## 家庭状况
安德罗波夫有过两次婚姻。第一任妻子为妮娜·延加雷切娃，生有女儿热涅奇卡（叶夫根尼娅的爱称）和儿子沃洛佳（弗拉基米尔的爱称）。第二任妻子为塔季扬娜·菲利波夫娜，生有儿子伊戈尔和女儿伊琳娜。

## 榮譽
安德罗波夫多次受到苏共和苏联的嘉奖：
- 1974年在60岁生日时被授与“社会主义劳动英雄”称号、第三枚列宁勋章和「锤子与镰刀」金质奖章。
- 1979年获得第四枚列宁勋章。
- 1960年代至1970年代获劳动红旗勋章、十月革命勋章和红旗勋章。
- 1978年获“苏联军队60年”典礼奖章和蒙古苏赫巴托勋章。